# ياسمين بيج
ياسمين بيج (بالإنجليزية: Yasmin Paige)‏ هي عارضة وكاتبة سيناريو وممثلة بريطانية، ولدت في 24 يونيو 1991 بلندن في المملكة المتحدة.

## أعمال

### أفلام
- (2007) أحذية باليه
- (2010) غواصة[4]
- (2013) المزدوج

### مسلسلات
- مغامرات سارة جين

## وصلات خارجية
- ياسمين بيج على موقع IMDb (الإنجليزية)
- ياسمين بيج على موقع ألو سيني (الفرنسية)
- ياسمين بيج على موقع ميوزك برينز (الإنجليزية)
- ياسمين بيج على موقع أول موفي (الإنجليزية)
- ياسمين بيج على موقع قاعدة بيانات الأفلام السويدية (السويدية)
- ياسمين بيج على موقع قاعدة بيانات الفيلم (الإنجليزية)
- ياسمين بيج على موقع كينوبويسك (الروسية)